# Soppgirobygget
Soppgirobygget ist ein norwegisches Musikduo, das im Genre der Russemusikk tätig ist.

## Geschichte
Das Duo setzt sich aus zwei aus Oslo stammenden Männern zusammen. Nachdem die beiden ihre Identität zunächst vollständig anonym hielten, traten sie mit zunehmendem Erfolg verstärkt in der Öffentlichkeit auf. So begannen sie beispielsweise, sich in Pressefotos zu zeigen. Ihr Vorgehen begründeten sie damit, dass es kein Ziel von ihnen gewesen sei, von der Musik leben zu können und ihr Musikgenre mit manchen anderen Karrieren unvereinbar schien.
Ihr Name Soppgirobygget entstand 2017, als sie erstmals ein Lied beim Musikdienst SoundCloud veröffentlichten, in Anlehnung an die norwegische Rockband Postgirobygget. Nachdem eine Schülergruppe auf dieses Werk aufmerksam wurde, erhielten sie ihren ersten Auftrag für ein Russemusikk-Lied. Daraufhin folgten weitere Auftragsarbeiten in diesem Genre. Ihren Durchbruch feierte Soppgirobygget schließlich mit Domen 2019. Es war das erste Lied des Duos, das in die offiziellen norwegischen Singlecharts einzog. Es folgten weitere Hits wie Afterski und Kjøpe hele Sverige.
Außerhalb von Norwegen erlangten sie vor allem in Schweden Bekanntheit. Mit dem Lied Viva la Vida platzierte sich Soppgirobygget im August 2024 auf dem zweiten Platz in den schwedischen Singlecharts. Im Anschluss gelang es dem Duo, auch mit weiteren Liedern in die Charts des Nachbarlandes einzuziehen.

## Stil
Im Jahr 2023 wurde Domen 2019 bei einer vom Radiosender NRK P3 durchgeführten Wahl des „ikonischsten Russe-Lieds aller Zeiten“ durch die Zuschauer auf den dritten Platz gewählt. Das Duo selbst gab in diesem Zusammenhang an, dass es im Jahr 2019 „sehr viele ähnliche Lieder, nur mit unterschiedlichem Text“ herausgegeben habe. Durch NRK P3 wurde der Stil des Duos im Rahmen der Wahl als durch „knallharte Bässe und aggressive Vocals gekennzeichnet“ und „etwas experimenteller“ als noch im Jahr 2019 bezeichnet. Der Gesang wurde zudem als „geschrien“ charakterisiert.

## Diskografie

### Singles
| Jahr | Titel Album          | Höchstplatzierung, Gesamtwochen, AuszeichnungChartplatzierungen (Jahr, Titel, Album, Platzierungen, Wochen, Auszeichnungen, Anmerkungen) | Höchstplatzierung, Gesamtwochen, AuszeichnungChartplatzierungen (Jahr, Titel, Album, Platzierungen, Wochen, Auszeichnungen, Anmerkungen) | Anmerkungen                                |
| Jahr | Titel Album          | NO | SE | Anmerkungen                                |
| ---- | -------------------- | --- | --- | ------------------------------------------ |
| 2019 | Domen 2019 –         | NO6 ×3Dreifachplatin · (22 Wo.)NO | — | Erstveröffentlichung: 16. Februar 2019     |
| 2020 | Dommedagen 2020 –    | NO17 (2 Wo.)NO | — | mit Tix Erstveröffentlichung: 19. Mai 2020 |
| 2021 | Afterski –           | NO3 ×2Doppelplatin · (23 Wo.)NO | — | Erstveröffentlichung: 5. März 2021         |
| 2022 | Kjøpe hele Sverige – | NO5 Platin · (11 Wo.)NO | — | Erstveröffentlichung: 17. Juni 2022        |
| 2024 | Stag –               | NO21 (… Wo.)NO | — | Erstveröffentlichung: 26. Januar 2024      |
| 2024 | Viva la Vida –       | NO24 (… Wo.)NO | SE2 (… Wo.)SE | Erstveröffentlichung: 15. März 2024        |
| 2024 | Rikerud –            | NO34 (2 Wo.)NO | SE65 (15 Wo.)SE | Erstveröffentlichung: 22. März 2024        |
| 2024 | Mythos –             | — | SE98 (2 Wo.)SE | Erstveröffentlichung: 8. April 2024        |
| 2024 | Nachpit –            | — | SE66 (7 Wo.)SE | Erstveröffentlichung: 26. Juli 2024        |
| 2024 | Steez –              | — | SE53 (1 Wo.)SE | Erstveröffentlichung: 15. November 2024    |
| 2025 | Bassiani –           | NO2 (… Wo.)NO | SE6 (… Wo.)SE | Erstveröffentlichung: 11. April 2025       |

Weitere Lieder mit Auszeichnungen
- 2017: Bender 2018 (NO: Platin)
- 2017: Street Knowledge 2018 (NO: Platin)
- 2018: Northmen 2019 (NO: Platin)